# استرکا

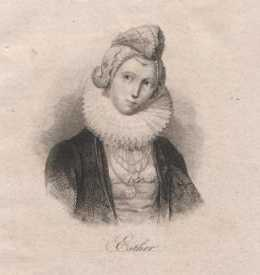
استرکا (تاریخ نامشخص، قبل از ۱۸۳۹)

استرکا (Estera) به یک معشوقهٔ یهودی افسانه‌ای اشاره دارد که متعلق به کازمیر، پادشاه تاریخی لهستان بود که بین سال‌های ۱۳۳۳ تا ۱۳۷۰ سلطنت کرد. وقایع‌نگاران قرون وسطایی لهستان و یهودیت این افسانه را به‌عنوان یک واقعیت تاریخی تلقی کرده و یک داستان عشق شگفت‌انگیز بین این زن یهودی زیبا و پادشاه بزرگ را گزارش داده‌اند.

## افسانه

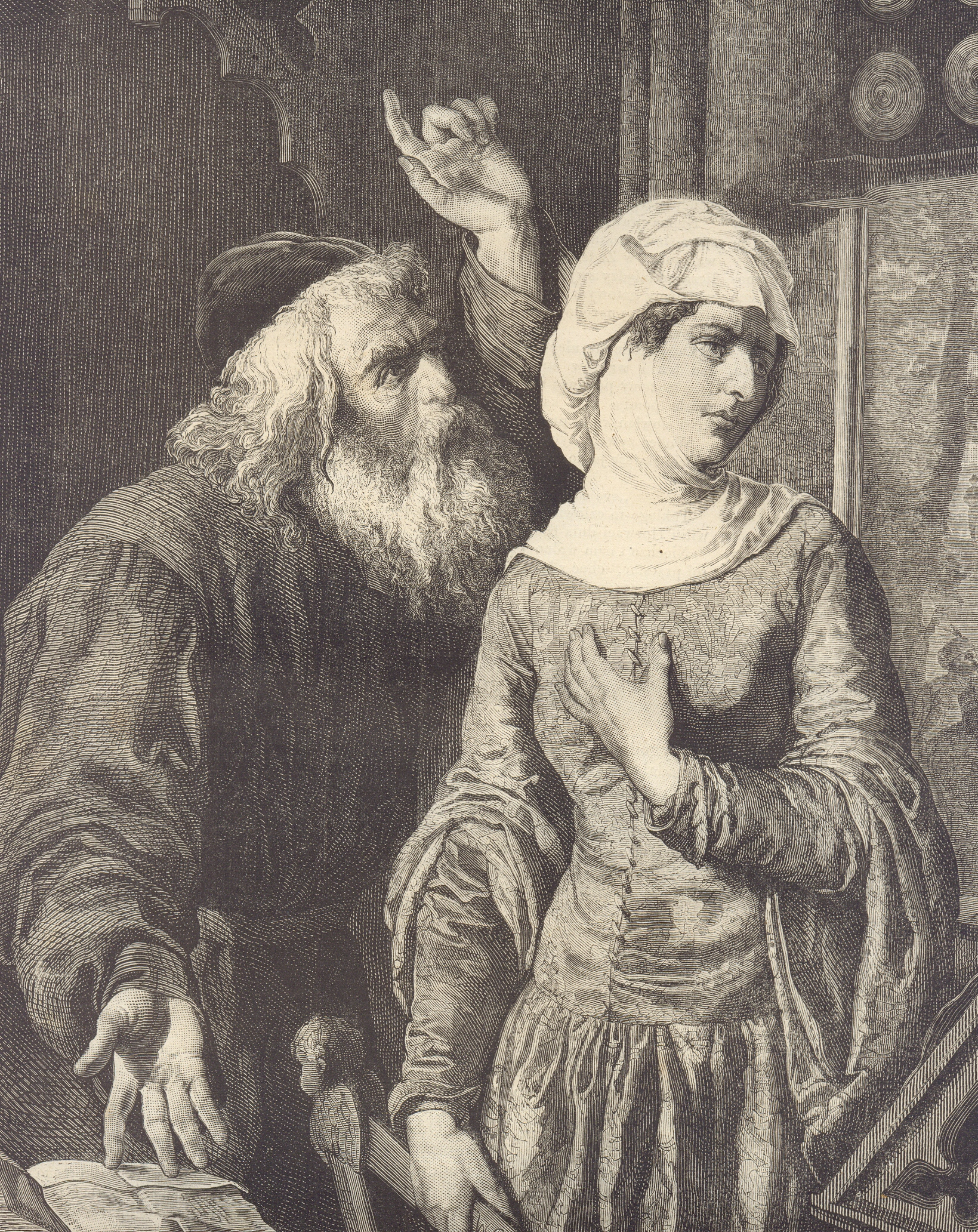
استرکا مالاخ

اولین روایت از استرکا در نوشته‌های یان دووگوش، وقایع‌نگار لهستانی قرن پانزدهم یافت می‌شود و یک قرن بعد توسط وقایع‌نگار مشهور یهودی داوید گانس ثبت شد. گانس حتی ادعا کرد که استرکا با پادشاه ازدواج کرده بود. گانس نوشت:
"کازیمیر، پادشاه لهستان، دختری یهودی به نام استرکا را به‌عنوان معشوقه خود برگزید. از میان تمام دختران سرزمین، هیچ‌کس به زیبایی او نبود. او سال‌ها همسر پادشاه بود. به‌خاطر او، پادشاه امتیازات بسیاری به یهودیان قلمرو خود داد. او پادشاه را متقاعد کرد که اسناد آزادی و نیکوکاری برای یهودیان صادر کند."
طبق افسانه، استرکا دختر یک خیاط فقیر از اوپوشنو به نام رافائل بود. زیبایی و هوش او افسانه‌ای بود. او بعدها در قصر سلطنتی لوبزوو در نزدیکی کراکوف مستقر شد.

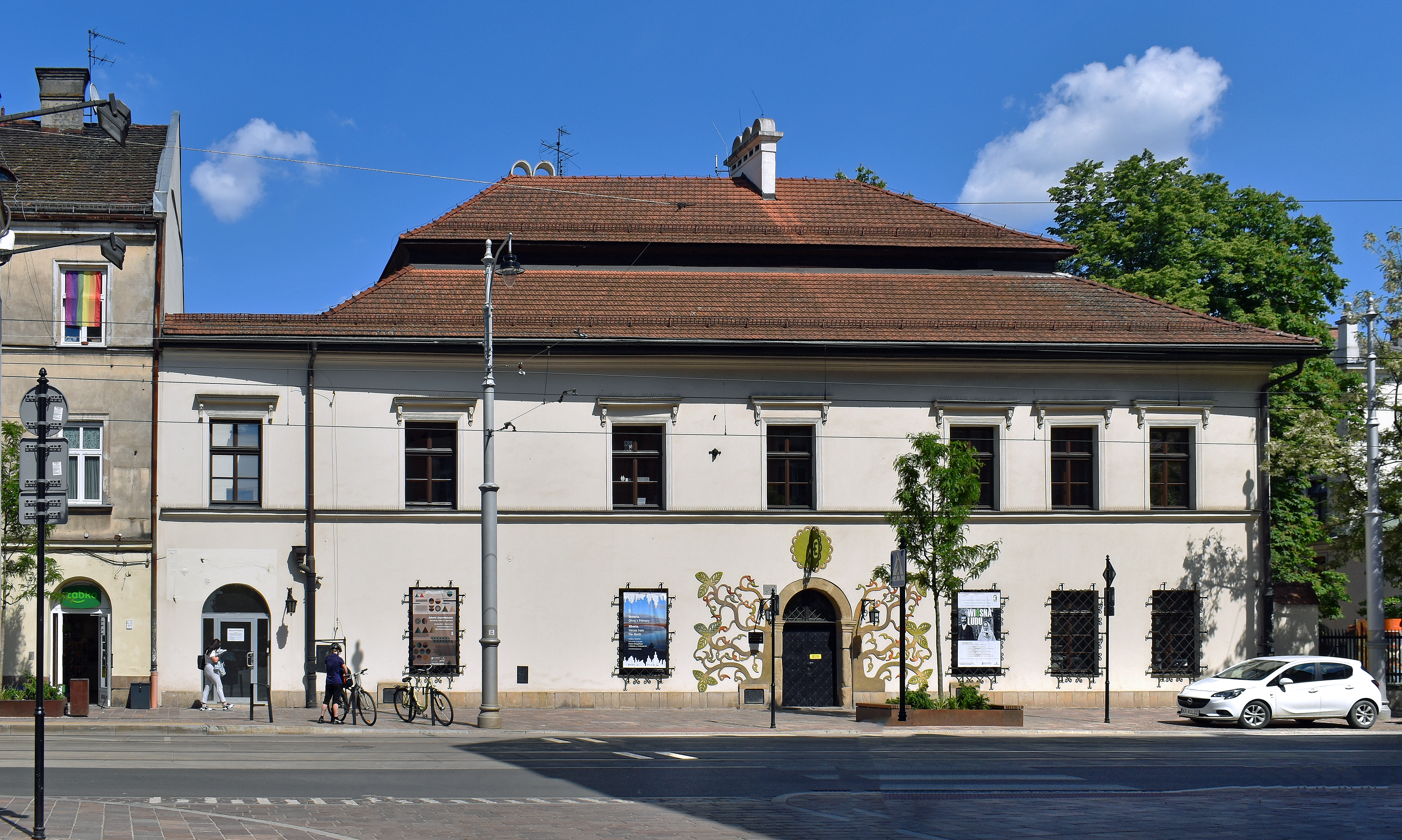
موزه قوم‌نگاری سوورین ادزیلا در کراکوف. خیابان کراکوفسکا شماره ۴۶. ساختمان استرکا (۱۸۷۲).

گفته می‌شود استرکا نقش مهمی در زندگی کازیمیر ایفا کرده است. بر اساس افسانه، او به‌عنوان مشاور پادشاه در حمایت از ابتکارات مختلف فعالیت می‌کرد؛ از جمله تجارت آزاد، ساخت شهرهای سنگی، تحمل نمایندگان ادیان مختلف و حمایت از توسعه فرهنگی. کازیمیر به یهودیان وفادار بود و آن‌ها را تشویق می‌کرد. کراکوف برای سال‌ها محل زندگی یکی از مهم‌ترین جوامع یهودی در اروپا بود.
او به دلیل هوش و بینش روشن خود که به او در گسترش اندازه و ثروت لهستان کمک کرد، «پادشاه بزرگ» نامیده شد. در سال‌های مرگ سیاه، نفوذ استرکا به جلوگیری از قتل بسیاری از یهودیان لهستان که به عنوان مقصر این بیماری شناخته می‌شدند، کمک کرد.
گفته می‌شود که کازیمیر چندین همسر داشت، اما استرکا تنها زنی بود که به او فرزندان پسر داد، علیرغم اینکه هرگز به طور رسمی ازدواج نکردند. بر اساس افسانه، پسرانشان، پلکو و نمیر، به درخواست پدرشان غسل تعمید یافتند. گفته شده که این دو پسر، اجداد افسانه‌ای چندین خانواده اصیل لهستانی شدند.
برای توسعه روابط قانونی و تجاری بین یهودیان، لهستانی‌ها و آلمانی‌ها، پلکو به کراکوف فرستاده شد. در سال ۱۳۶۳، نمیر به روتنیا اعزام شد تا یک نظام شوالیه‌ای جدید تأسیس کند، که بعدها به محل ایجاد خاندان رودانوفسکی تبدیل شد.
همچنین گفته شده که او دو دختر داشت که به عنوان یهودی بزرگ شدند.
پس از مرگ کازیمیر، برادرزاده‌اش لویی مجارستان به پادشاهی لهستان رسید. در دوران سلطنت او، شورش‌هایی علیه یهودیان رخ داد که به‌ویژه در کراکوف خشونت‌آمیز بود. بر اساس افسانه، شورشیان به قصر استرکا در لوبزوو حمله کردند و او و دو دخترش را به قتل رساندند. رودانوفسکی از رودخانه روداوا به‌عنوان محل دفن استرکا در نظر گرفته شد.

## مکان ها
خانه استرکا
موزه قوم‌نگاری سوورین ادزیلا در کراکوو در خیابان کراکوفسکا شماره ۴۶ واقع شده است.

قلعه واول
چندین مکان، از جمله روستاها، خیابان‌ها و یادبودهایی در لهستان، به نام استرکا نام‌گذاری شده‌اند؛ از جمله خیابانی در کراکوف که به نام او معروف است. این مکان‌ها معمولاً با او و پادشاه مرتبط هستند.
در برخی منابع، استرکا به‌عنوان همسر پادشاه توصیف شده که واقعاً با او در قلعه واول زندگی می‌کرد